# Ilex quitensis
Ilex quitensis là một loài thực vật có hoa trong họ Aquifoliaceae. Loài này được (Willd. ex Schult.) Loes. mô tả khoa học đầu tiên năm 1901.